# Hodaka Maruyama
Hodaka Maruyama (jap. 丸山 穂高, Maruyama Hodaka; * 10. Januar 1984 in der Präfektur Osaka) ist ein japanischer Politiker und war von 2012 bis 2021 Mitglied des Abgeordnetenhauses (Unterhaus des Nationalparlaments) für den 19. Wahlkreis Osaka. Er gehörte der Nippon Ishin no Kai an, bevor er im Mai 2019 nach einem Aufruf zum Krieg aus der Partei ausgeschlossen wurde. Seit Juli 2019 gehört er der NHK kara kokumin o mamoru tō („Partei, die die Bürger vor der NHK schützt“) an.
Maruyama, Absolvent der wirtschaftswissenschaftlichen Fakultät der Universität Tokio, wurde nach seinem Abschluss 2006 Beamter im METI. 2009 verließ er das Ministerium und besuchte das Matsushita Seikei Juku, die vom Matsushita-Denki-Konzern (heute Panasonic) gestiftete Kaderschmiede für Führungskräfte in Politik und Wirtschaft. Danach wandte er sich der aktiven Politik zu und kandidierte für die damalige (erste) Nippon Ishin no Kai bei der Abgeordnetenhauswahl 2012 im 19. Wahlkreis ganz im Süden seiner Heimatpräfektur Osaka. Dort setzte er sich gegen Tomu Tanigawa (LDP) sowie den demokratischen Amtsinhaber Takashi Nagayasu durch. Bei den Wahlen 2014 für die Ishin no Tō und 2017 für die (zweite) Ishin no Kai wurde er wiedergewählt.
Im Mai 2019 besuchte Maruyama in einem visumsfreien Austauschprogramm die umstrittenen „Nördlichen Territorien“/Südkurilen, die aus japanischer Regierungssicht Teil der Hokkaidō („Nordmeerpräfektur“), aber de facto und aus russischer Regierungssicht Teil der nach dem Zweiten Weltkrieg an die Sowjetunion abgetretenen Kurilen sind und deren Status bis heute einem Friedensvertrag zwischen beiden Ländern im Weg steht. Dabei erklärte er unter Alkoholeinfluss bei einem Treffen mit Vertriebenen, dass ein Krieg mit Russland die einzige Möglichkeit sei, die Inseln zurückzugewinnen. Im folgenden Aufschrei der nationalen und internationalen Öffentlichkeit beantwortete die Partei sein Austrittsgesuch mit Ausschluss. Forderungen von Politikern aus dem gesamten politischen Spektrum (einschließlich seiner ehemaligen Partei), auch sein Abgeordnetenmandat niederzulegen, hat er abgelehnt.
Bei der Abgeordnetenhauswahl 2021 trat Maruyama nicht mehr an.